# Modèle ADDIE
Le modèle ADDIE est le plus reconnu, des modèles de l'ingénierie pédagogique. Son acronyme renvoie à cinq étapes: Analyse, Design, Développement, Implémentation et Evaluation.

## Historique
À partir d'esquisses de modèle initiées par l'US army (SAT (Systems Approach to Training), 1975), l'Université de Floride crée un premier modèle (ISD (Instructional Systems Development), 1975) puis l'ADDIE (Analysis Design Development Implementation Evaluation).
Il emprunte à diverses théories : béhaviorisme, constructivisme ou encore apprentissage social.

## Description

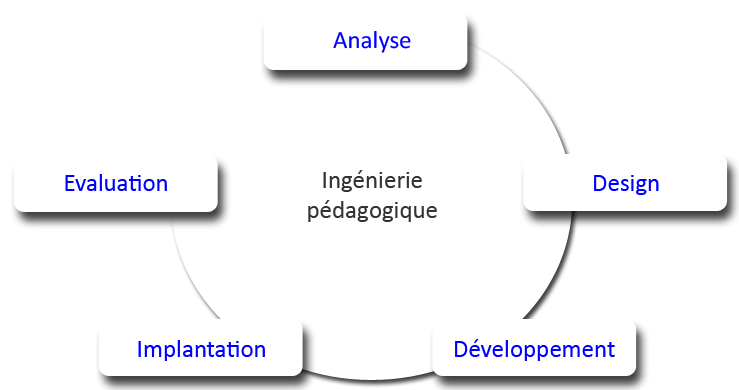
Modèle générique : ADDIE

En général il y a cinq phases pour conduire un projet pédagogique d'après le modèle ADDIE). La première "phase", "étape" ou "jalon" consistera à analyser la situation de départ par un diagnostic, la seconde, à concevoir un design du dispositif, la troisième, à développer des outils et supports, la quatrième, à conduire l'action de formation, enfin la cinquième, à évaluer et en réguler le fonctionnement. Dans la réalité ces phases ne s'appliquent pas de manière linéaire mais plus ou moins simultanément avec des rétro-actions.
Phases d'analyse. Cette phase consiste en une analyse préliminaire de la demande de formation, une identification globale du travail de design à accomplir minutieusement :
- Les besoins de formation découlant des analyses de l'ingénierie de formation, c'est-à-dire les compétences visées ainsi que leurs modalités d'évaluation
- Les caractéristiques du public
- Les moyens du projet, c'est-à-dire les ressources et les contraintes.

Phases de design. Cette phase vise à formaliser les données de la phase "analyse" en projet pédagogique ou en cahier des charges (pour une action de grande ampleur). En voici les éléments : 
- Les compétences sont transformées en objectifs pédagogiques (ou objectifs d'apprentissage). Un bon objectif pédagogique doit être énoncé de manière univoque, décrire un résultat observable, avec les conditions d'observation et les critères d'évaluation de l'effet observé.
- Les stratégies pédagogiques, il s'agira de choisir le dispositif, son cadre spatio-temporel et technologique.
- Les moyens pédagogiques (ou médias d'apprentissage) regroupent les techniques (exposé, test, brainstorming, jeu de rôle, simulation, tutorat, coaching…), les outils et supports (manuel, transparent, visioconférence, cours en ligne, forum, didacticiels…) associées aux situations (en face-à face, en sous-groupe, en situation de travail…).

Phases de développement. Cette phase concerne la construction des outils et supports de formation, c'est-à-dire leur identification et/ou élaboration. Il existe deux types de développement suivant leur ampleur :
- Elle sera une phase "simple" si elle concerne le développement des techniques et outils habituels du formateur. Elle portera sur leur préparation ou leur révision.
- En revanche, lors d'un grand projet de formation, utilisant les technologies de l'information et de la communication (TIC), elle sera une phase "complexe". Ici, il y aura la naissance d'un sous-projet, celui de développement d'outils utilisant les TIC. Il se fera en quatre opérations caractéristiques de la conduite de projet : la sélection du contenu à médiatiser, la scénarisation des activités pédagogiques, la fabrication des ressources et le contrôle (ou évaluation) des usages des ressources.

Phases d'implantation. Cette phase consiste à diffuser le système d’apprentissage disponible aux apprenants. Elle se déroulera sur deux plans selon la position de l'acteur concerné par cette phase (formateur, responsable pédagogique…) :
- Celui de l'animation de la communication et de la relation pédagogique (point de vue direct). Il existe différentes typologies des modes d'intervention pédagogique : style pédagogique (Altet), modes de travail pédagogique (Lesne), modalités de communication pédagogique (Leclercq), perspectives sur l'enseignement (Pratt), etc.
- Celui du suivi  de l'action pédagogique (point de vue externe). Exemples : contacts avec les intervenants, logistique, gestion courante de l'action, suivi des présences, etc.

Phases d'évaluation. Cette phase permet d'évaluer le dispositif pédagogique, ce qui permet de le réguler. Des évaluations peuvent être faites à différentes phases du processus de design pédagogique et/ou à la fin du processus. Rappelons-le, l'ingénierie pédagogique vise, entre autres, à l'optimisation du rapport résultats attendus / coûts de la formation. Aussi, cette appréciation de la productivité pédagogique de l'action se fait grâce à deux facteurs :
- Les facteurs de résultat qui sont les évaluations d'une action de formation, comme les taux de participation, la satisfaction des usagers (représentations…), le transfert des compétences (exploitation des acquis…), etc.
- Les facteurs de coût qui sont les coûts de la formation, comme les coûts directs (salaires des formateurs, équipement,…), de participation (déplacement, hébergement…), de structure (locaux, frais généraux…), etc.